# تاريخ الأرصاد الجوية من إعصار ويلما
إعصار ويلما أحد الأعاصير المدارية الأكثر كثافة في المحيط الأطلسي حيث تم تسجيل ضغط جوي بلغ 882 هيكتو باسكال (hPa).
بدأت رحلة إعصار ويلما المدمر في الأسبوع الثاني من شهر أكتوبر بعام 2005، حيث كان الطقس مضطرباً على مساحة كبيرة مما أدى إلى عبوره إلى البحر الكاريبي ثم توجهت تدريجياً إلى الجنوب الشرقي لـ جامايكا. في وقت متأخر من يوم 15 لشهر أكتوبر نظم النظام المركزي الوطني للأعاصير الانخفاض الاستوائي الرابع والعشرين.